# The Marionettes (film 1918)
The Marionettes è un film muto del 1918 diretto da Émile Chautard che ha come protagonista Clara Kimball Young. L'attrice è anche la produttrice del film attraverso la sua compagnia, la C.K.Y. Film Corp.
La pièce originale The Marionettes, da cui prende spunto la sceneggiatura del film firmata da Frederick Chapin, era andata in scena a Broadway al Lyceum Theatre il 5 dicembre 1911. Prodotta da Charles Frohman, aveva come protagonista Alla Nazimova.

## Trama
Fernande de Ferney, una ricca ragazza orfana che studia in convento, passa le vacanze nella tenuta dello zio, adiacente a quella della marchesa di Monclars. Fernande è innamorata di Roger, il figlio della marchesa, ma il giovane è tenuto a stecchetto dalla madre che gli nega qualsiasi finanziamento finché non sposerà Fernande. Dopo le nozze, Roger però trascura la sposina, troppo indaffarato con l'affascinante madame de Jussy che lo ha coinvolto in una relazione adulterina. Fernande, assistendo a uno spettacolo di marionette messo in scena dal loro amico Nizerolles, trova l'ispirazione per riconquistare l'interesse del marito che fino a quel momento, in realtà, era stato solo per i suoi soldi. La giovane moglie inizia a indossare degli abiti mozzafiato e, cambiando totalmente atteggiamento e modi, si lascia corteggiare da tutti i suoi nuovi spasimanti. Diventata la donna più ammirata di Parigi, Fernande suscita l'interesse di Roger che lascia stare tutto il resto per diventare il più fedele e adorante dei mariti.

## Produzione
Il film fu prodotto dalla C.K.Y. Film Corp. (Clara Kimball Young Film Corporation).

## Distribuzione
Distribuito dalla Select Pictures Corporation, il film - presentato da Clara Kimball Young - uscì nelle sale cinematografiche USA nel gennaio 1918 con il titolo originale The Marionettes. In Francia prese il nome di Les Marionnettes, mentre in Portogallo, dove venne distribuito il 3 febbraio 1922, quello di Marionetas.
Non si conoscono copie esistenti della pellicola che viene considerata presumibilmente perduta.